# Delibos
Der Delibos (auch Deliboz) ist eine Pferderasse Aserbaidschans. Er wird auch als Delibos-Aserbaidschaner, als der Kazakh von Azerbeijan oder als das Azerbaijan-Pferd bezeichnet.
Hintergrundinformationen zur Pferdebewertung und -zucht finden sich unter: Exterieur, Interieur und Pferdezucht.

## Exterieur
Der Delibos hat einen kurzen, trockenen Kopf mit breiter Stirn und schmaler Nase. Er hat einen schweren kurzen Hals und einen langen Rücken mit guter Rückenlinie. Die Beine sind sauber und gut proportioniert und die Röhrbeine sind stärker als bei anderen Rassen. Das durchschnittliche Stockmaß liegt bei 1,52 m; die Gurtentiefe ist 1,72 m und der Röhrbeinumfang 19,4 cm.

## Interieur
In Aserbaidschan wird der Delibos zur Hirtenarbeit eingesetzt. In Rennen sind Delibospferde genauso schnell wie Karabaghen. Sie sind unausgeglichen  und ihre bevorzugten Gangarten sind Rack und Pass.
Die Delibospferde sind sehr leistungsfähig. Sie bewältigen im Gebirge 45 bis 55 Kilometer pro Tag mit einer Ladung von 115 bis 130 Kilogramm oder 70 Kilometer unter einem Reiter. Die besten Zeiten in Rennen sind 1:56 Minuten auf 1,6 km und 2:55 Minuten auf 2,4 km.
Den Kern der Population der Rasse bilden zurzeit Nachkommen der Tersker-Hengste Tselostat und Pygmalion; dadurch entsteht Inzuchtgefahr. Das Gestüt Dashyuz besitzt die 140 typischsten Deliboz Pferde und Zuchtstuten mit einem hohen Anteil Tersker-Blut.

## Zuchtgeschichte
Der Delibos geht zurück auf den Aserbaidschaner, den er heute nahezu vollständig verdrängt hat. Durch starken Einfluss des Karabaghen und des Arabers ist die Eigenständigkeit der Rasse nahezu verloren gegangen. Es gibt Bestrebungen in Aserbaidschan, die Rasse wieder stärker rein zu züchten.
Der Deliboz entstand in den aserbaidschanischen Rayons (vergleichbar einem Landkreis) Qazax, Ağstafa und Tovuz und in den angrenzenden Bereichen von Georgien und Armenien. 
In den 1930er- und 1940er-Jahren wurde aus der dortigen Pferdepopulation das Deliboz-Pferd herausgezüchtet und mit Araber- und Karabagh-Hengsten veredelt.

## Quelle
- N. G. Dmitriev, L. K. Ernst: Animal genetic resources of the USSR. FAO Animal Production and Health Paper 65, Food and Agriculture Organization of the United Nations, Rome, 1989. ISBN 92-5-102582-7